# Bundesstraße 456
Pour les articles homonymes, voir Route 456.
La Bundesstraße 456 est une Bundesstraße du Land de Hesse.

## Géographie
La B 456 traverse le Taunus et mène de l'A 661 près d'Oberursel en passant par Bad Homburg vor der Höhe, Usingen et Grävenwiesbach jusqu'à Weilbourg, où la route se connecte un peu plus au nord avec la B 49.
La B 456 est une liaison importante entre la région rurale de l'Hintertaunus et la région Rhin-Main. Entre Bad Homburg et Wehrheim, dans la région du col de Saalburg, la B 456 est à trois voies, sinon à deux voies dans le trafic venant en sens inverse. L'extension à quatre voies est un projet du plan fédéral d'infrastructure de transport 2030.

## Attractions touristiques
De nombreuses attractions touristiques et monuments naturels se trouvent sur la route ou à proximité immédiate.
Le fort romain de Saalburg se situe sur la crête du Taunus entre Bad Homburg et Wehrheim. Peu après, le parc d'attractions de Lochmühle se trouve à proximité du parcours. Usingen est une ancienne ville résidentielle de la famille Nassau-Usingen.
Le zoo de Weilbourg se situe juste à côté de la route et la grotte de Kubach. Weilbourg abrite un château de la Renaissance, le pont de 1769 et une vieille ville baroque ainsi que d'autres attractions touristiques.

## Histoire
Le tracé de la route actuelle est établi entre 1817 et 1836 par le duché de Nassau et le landgraviat de Hesse-Hombourg comme une chaussée du sud au nord. À Homburg, les travaux sont faits dans le cadre de la corvée par une ordonnance du 12 septembre 1809 sous la direction du maître forestier Franz Lotz. Surtout après l'hiver de famine de 1817, la construction est un lourd fardeau pour la population. Le col de Saalburg est construit en 1817, Grävenwiesbach est atteint en 1829 et Weilbourg en 1836.
Après la Seconde Guerre mondiale, le volume du trafic augmente massivement. Une rocade autour de Dornholzhausen est construite dans les années 1950.
L'expansion est nécessaire dans les années 1960. La route est étendue à trois voies dans la zone du col de Saalburg (deux voies en montée et une en descente). Au col, la route est déplacée à l'écart du fort de Saalburg. L'ancienne route n'est que très peu démantelée et est maintenant utilisée par endroits comme parking pour les visiteurs du Saalburg, sinon comme piste cyclable et de randonnée bien développée en direction d'Obernhain.
Le contournement de Wehrheim est achevé et ouvert à la circulation à la fin des années 1980.
Depuis juin 2005, l'ancienne route traversant la vieille ville de Weilbourg est déplacée vers une nouvelle rocade suburbaine, qui, avec des coûts de construction de 23,4 millions d'euros sur 1,2 km, est le kilomètre de route le plus cher d'Allemagne à ce jour. Outre le tunnel de la Weilstrasse, le pont de la Haute-Lahn de 146 m de long, une structure semi-intégrale, et le parking à plusieurs étages appartenant à la ville sont les structures les plus importantes du contournement de la banlieue de Weilbourg.

## Source
- (de) Cet article est partiellement ou en totalité issu de l’article de Wikipédia en allemand intitulé « Bundesstraße 456 » (voir la liste des auteurs).

1. ↑  (de) Thorsten Winter, « 70 Meter in die Tiefe », sur Frankfurter Allgemeine Zeitung, 2018 (consulté le 29 décembre 2021)